# Fuso orario di Omsk
| Verde scuro | Fuso orario di Kaliningrad (UTC+2).    |
| Rosso       | Fuso orario di Mosca (UTC+3).          |
| Celeste     | Fuso orario di Samara (UTC+4).         |
| Giallo      | Fuso orario di Ekaterinburg (UTC+5).   |
| Ciano       | Fuso orario di Omsk (UTC+6).           |
| Pistacchio  | Fuso orario di Krasnojarsk (UTC+7).    |
| Viola       | Fuso orario di Irkutsk (UTC+8).        |
| Blu         | Fuso orario di Jakutsk (UTC+9).        |
| Verde       | Fuso orario di Vladivostok (UTC+10).   |
| Albicocca   | Fuso orario di Srednekolymsk (UTC+11). |
| Rosso scuro | Fuso orario della Kamčatka (UTC+12).   |

Il fuso orario di Omsk (in russo омское время?, omskoe vremja, in inglese Omsk Time, sigla OMST) è il quinto degli undici fusi orari in cui è ripartito il territorio della Federazione Russa dal 26 ottobre 2014, per effetto della legge federale del 3 giugno 2011 n. 107-F3 "Sul calcolo del tempo", così come modificata in data 21 luglio 2014.
Tale fuso orario corrisponde allo standard internazionale UTC+6 e si colloca tre ore in anticipo rispetto al fuso orario di Mosca (MSK+3). Prende nome dalla città di Omsk e costituisce l'orario ufficiale dell'omonima oblast'. Fino al luglio 2016 includeva anche l'oblast' di Novosibirsk, in seguito passata a UTC+7.
Come tutti i fusi orari della Federazione Russa, il fuso di Omsk non prevede il passaggio all'ora legale.

## Territori compresi nel fuso orario di Omsk
- Distretto Federale Siberiano:
  -  Oblast' di Omsk